# 小幡信高
小幡 信高（おばた のぶたか）は、戦国時代の武将。甲斐武田氏の家臣。

## 生涯
上野国峯城主・小幡憲重の次男。憲重は武田氏に従う国衆であり、信高も兄・信真と共に武田氏配下となった。永禄10年（1567年）8月7日付の『下之郷起請文』の連署起請文において「小幡親類中」の筆頭として「弾正左衛門尉信高」の名がみえるのが史料上の初見である。諱のうち「信」は武田氏の偏諱と考えられる。
同12年（1569年）12月6日の駿河蒲原城攻略戦にて戦死したという。翌13年（1570年）3月17日付で武田信玄より信高の次男で嫡子とされた弁丸（後の信定）に父の戦死の戦功が評され、知行・被官の相続を認められている。
子息には庶長子であり武田信豊の娘を室に迎えた彦三郎信氏、後に兄・信真の養子となった信定、その他男子・囚獄がいた。